# Hydaticus quadrivittatus
Hydaticus quadrivittatus là một loài bọ cánh cứng trong họ Bọ nước. Loài này được Blanchard miêu tả khoa học năm 1843.